# Річард Наджент, ІІІ граф Вестміт

Герб графів Вестміт.

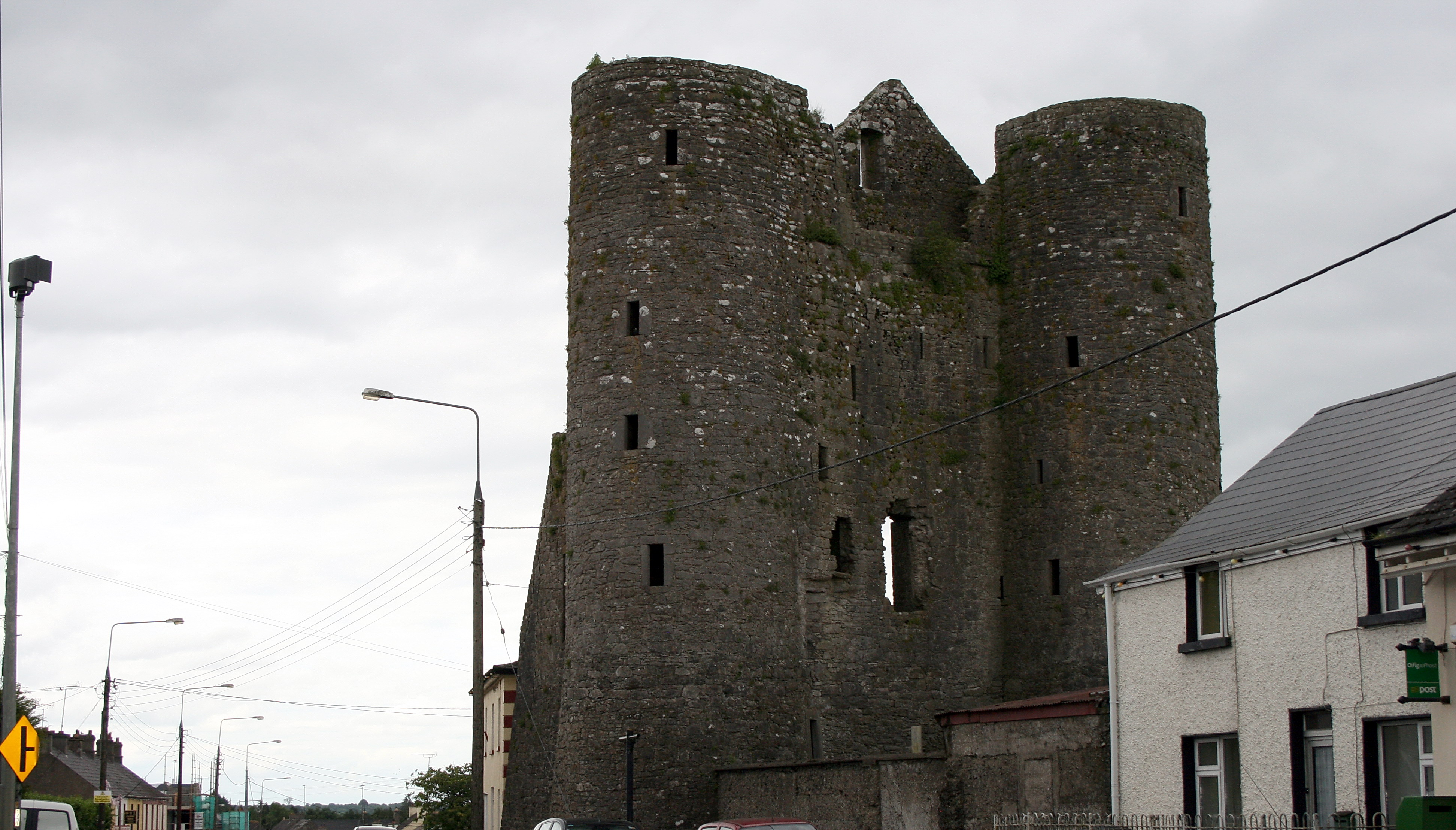
Замок Наджент.

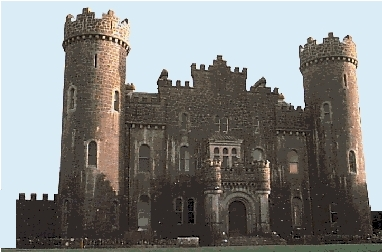
Замок Клонін (Делвін).

Річард Наджент (1669 – 1714) – ІІІ граф Вестміт, лорд Делвін – ірландський аристократ, пер Ірландії, релігійний діяч, римо-католицький чернець. Належав до так званих «старих англійців» - нащадків англо-норманських поселенців в Ірландії ХІІ століття, що за довгі роки життя в Ірландії змішувались з ірландцями, переймали їх мову та звичаї і ставали «ще більшими ірландцями, аніж самі ірландці». Серед них було чимало борців за свободу Ірландії, в тому числі і серед роду Наджент. Старі англійці, в тому числі аристократи роду Наджент лишалися вірними католицизму, коли Англія навернулась до протестантизму. 
Річард Наджент, ІІІ граф Наджент був старшим сином Крістофера Наджента – лорда Делвін та Мері Батлер – дочки полковника сера Річарда Батлера та леді Френсіс Туше. Титул графа Вестміт він успадкував від свого діда Річарда Наджента, ІІ графа Вестміт – борця за свободу Ірландії, генерала повстанський військ. Але Річард Наджент ще замолоду постригся в монахи – став ченцем римо-католицького ордену капуцинів. Все життя він жив в монастирі у Франції і був далекий від Ірландії та подій в цій країні. Як монах, він не мав нащадків, тому титул графа Вестміт успадкував після його смерті його брат – Томас Наджент, що став IV графом Вестміт. 